# Rete 7 (Piemonte)
Rete 7 è un'emittente televisiva locale italiana del Piemonte e della Valle d'Aosta, con sede a Torino.

## Storia
L'emittente nasce nel 1977 a Cuorgnè con varie denominazioni: Tele 2 Rotonde (dal 1977 al 1982), Tele Malta 80 (dal 1982 al 1984), Rete Piemonte (dal 1984 al 1986) e Nuova Rete Piemonte (dal 1986 al 1989). Nel 1989 adotta definitivamente il nome attuale ed entra a far parte del circuito Junior TV fino ai primi anni novanta.
Nel 1994 ottiene dal ministero delle Telecomunicazioni la concessione per operare come emittente commerciale. Nel decennio successivo l'editore rileva dal gruppo di Quarta Rete TV Videonord (ex VideoVercelli).
Rete 7 si occupa prevalentemente di informazione e comunicazione sociale. Trasmette tutti i giorni l'InformaSETTE, il telegiornale delle 19.00, e la notte manda in onda i notiziari di varie emittenti regionali italiani nel ciclo Regioni All News. In palinsesto anche programmi di intrattenimento, sport, medicina, cultura e film classici. Oltre a riservare spazio per le notizie e le realtà del Piemonte, dà rilievo anche alle culture e tradizioni della Valle d'Aosta con un'apposita rubrica giornaliera, e ai fatti d'attualità principali provenienti anche dalle regioni confinanti (Lombardia e Liguria) nella trasmissione NordOvest.tv.
Fino al 2016 ha diffuso i programmi di Odeon TV, mentre dal 2013 al 2018 ha ritrasmesso per alcune ore della giornata parte della programmazione di Frisbee.

### Il digitale terrestre
Col passaggio dall'analogico al digitale Rete 7 diviene titolare di due multiplex, uno in Piemonte e uno in Valle d'Aosta, che diffondono, oltre all'ammiraglia, anche i canali Videonord, che produce un proprio notiziario e propone alcuni programmi di Rete 7 (in replica) e di Odeon TV, NORDOVEST 7 VDA, che si occupa di programmi di informazione, approfondimento e del territorio riguardanti la regione Valle d'Aosta, e PEOPLE TV, che ripete i principali programmi di Rete 7 con l'aggiunta di trasmissioni commerciali. Quest'ultimo è anche visibile gratuitamente via satellite sulle piattaforme Sky Box (al numero LCN 825) e Tivùsat (LCN 420). Dal 2018 People Tv ripete 24 ore su 24 Rete 7 sia sul terrestre che via satellite.
Inoltre, Rete 7 collabora con l'emittente TV Vallee per la produzione della trasmissione Valle d'Aosta in Tv.
Dal 2016 il canale inizia a trasmettere in formato 16:9 e già una parte dei programmi è stato convertito a tale formato.

## Programmi
- InformaSETTE: notiziario regionale trasmesso tutti i giorni in diretta, seguito da Meteo, Oroscopo e Accade oggi.
- Regioni All News: contenitore di notiziari di varie emittenti regionali italiane, trasmesso ogni notte.
- NordOvest.tv: spazio riservato a problematiche trasversali con la presenza di esperti in studio pronti a rispondere ai telespettatori.
- Valle d'Aosta in TV: informazione, approfondimenti e documentari culturali e ambientali dedicati alla regione Valle d'Aosta.
- Chef book - Ti cucino un libro: programma culturale che racconta le opere letterarie in uscita.
- Artisti contemporanei: rubrica sul mondo dell'arte.
- SOS Gaia: rubrica ambientale.
- Agrisapori: settimanale di comunicazione agricola ed enogastronomica.
- Buongiorno dottore: rubrica di medicina con esperti in studio e telefoni aperti per le domande dei telespettatori.
- Martedì salute: approfondimenti di medicina.
- Seven Live TV: registrazione live e ritrasmissione in differita di spettacoli e concerti di cantanti e gruppi musicali noti a livello italiano o piemontese.[3]
- Dedicato a te: varietà quotidiano di intrattenimento e dediche musicali.
- Fuorigioco: rubrica dedicata agli sport locali.
- Toro Channel: notiziario calcistico sul Torino Football Club.
- Toro Scatenato: appuntamento settimanale rivolto al Torino FC, con ospiti in studio.
- Obiettivo condominio: approfondimenti sul mondo della casa e dei condomini.
- Casa a tutti i costi: vetrina per le aziende e le agenzie immobiliari.
- Poltronissima con Luca&Max: programma di promozione teatrale, approfondimento culturale, spettacolo e grandi eventi.[4]
- Casa Peyretti: programma musicale